# Thoracostoma trachygaster
Thoracostoma trachygaster är en rundmaskart som beskrevs av Hope 1967. Thoracostoma trachygaster ingår i släktet Thoracostoma och familjen Leptosomatidae. Inga underarter finns listade i Catalogue of Life.